# Edmund Höd

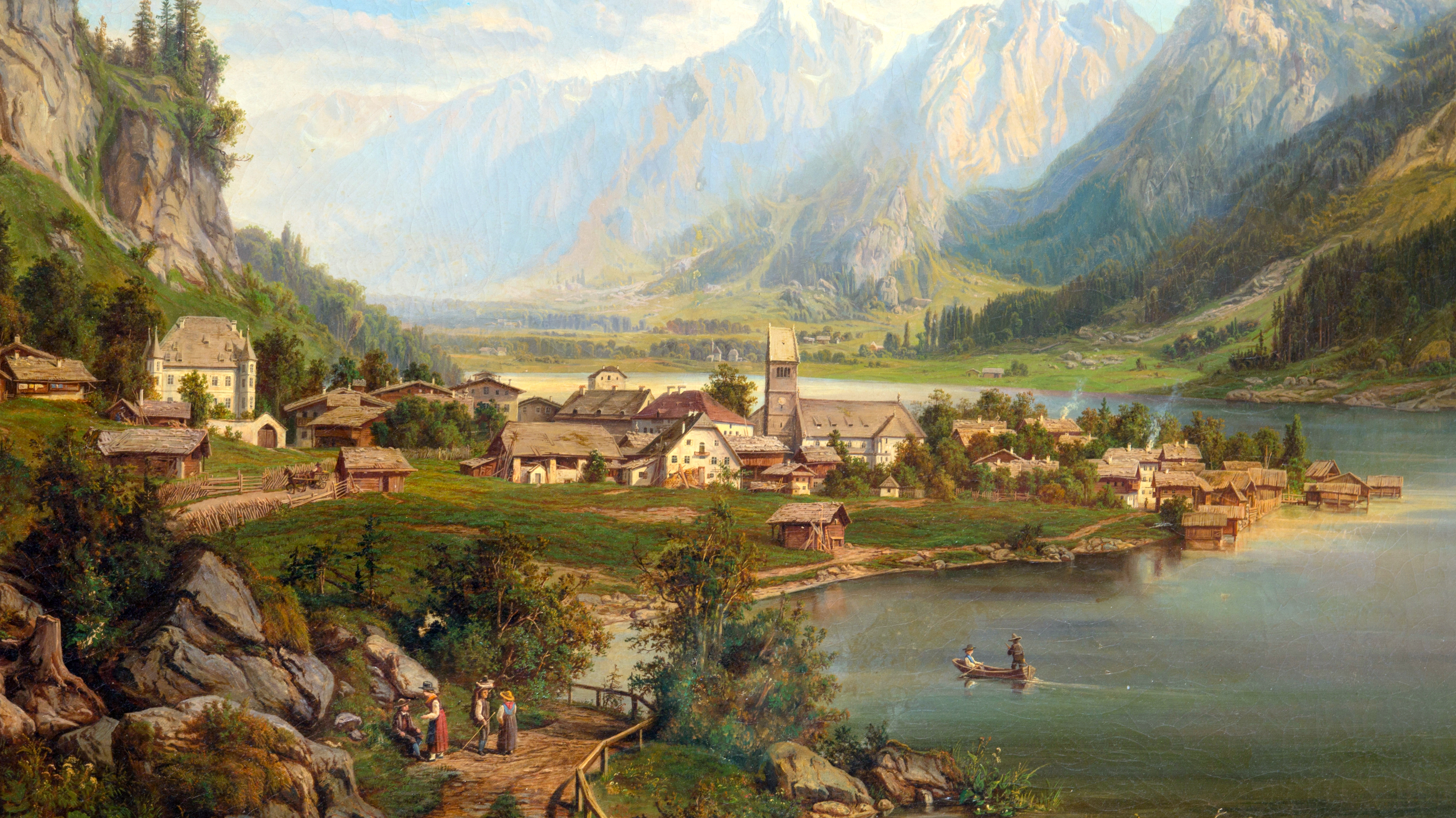
Edmund Höd Zell am See 1872

Edmund Höd (* um 1837 in Wien; † März 1888 ebenda) war ein österreichischer Landschaftsmaler.

## Leben und Werk
Der Sohn eines Wiener Magistratsrates trat nach Absolvierung der Hauptschule und Realschule mit 15 Jahren in die Akademie der bildenden Künste in Wien ein, wo er vom Wintersemester 1851/52 bis Sommersemester 1854 die Fächer Malerei (Elementarschule) und Landschaftsmalerei belegte und die er nach 6 Semestern als Akademischer Maler abschloss. Da in seinem Zeugnis, ausgestellt am 20. Juli 1854, aber doch gewisse Zweifel an einer erfolgreichen beruflichen Tätigkeit als Maler festgehalten wurden, begann Höd seine künstlerische Laufbahn 1855 mit einfachen Naturstudien (Felsen, Waldboden, Bachläufe, …), erst ab 1859 (Waldbachstrub bei Hallstatt) sind Gemälde in umfänglicherer Darstellung greifbar.
Als Maler war Edmund Höd in der Folge bis 1888 sehr rege in Österreich, Bayern und Südtirol tätig, seine Ölbilder, die vielfach durch Detailgenauigkeit und getreue Wiedergabe der Natur faszinieren, werden heute auf zahlreichen Auktionen versteigert. Bilder von Edmund Höd können auch auf Kunstdrucken bzw. als handgemalte Kopien erworben werden.
Obwohl Edmund Höd bereits bei H. Fuchs, Die österr. Maler des 19. Jahrhunderts 3, 1973, Erg.-Bd. 2, 1979 eine Kurzbeschreibung (mit Bildangaben und Beispielbild) erhielt und in zahlreichen Galerien, Kunst- und Auktionshäusern aufgelistet ist, fehlen in der Literatur biographische Daten des Künstlers, teilweise können sie aber anhand der Unterlagen im Universitätsarchiv der Akademie der bildenden Künste Wien und zeitgenössischer Zeitungsberichte rekonstruiert werden. Aufgrund eines vorläufigen Werkverzeichnisses, zusammengestellt nach Auktionsergebnissen und Hinweisen auf Bilder in Privatbesitz, fällt bei seinen frühen Werken ein Bezug zu Oberösterreich auf. Dafür spricht auch, dass er 1855 als ein aus Wien kommender Maler in Bad Ischl registriert wird.
In den 1860er Jahren folgen zahlreiche Landschaftsbilder auch mit figuralen Staffagen, Reisen führen Höd bald nach Salzburg in den Flachgau, Tennengau und Pinzgau, wo er insbesondere zu dem idyllischen Marktort Zell am See eine besondere Beziehung entwickelte. So entstanden hier in den Jahren von 1861 bis 1885 zumindest zwölf Ölgemälde, als historisch besonders wertvoll gelten die Bilder auch durch die Darstellung des Ortsbildes vor und nach dem Bau der Salzburg-Tiroler Bahn im Jahr 1875. Edmund Höds Wirkungskreis erstreckte sich in der Folge neben Salzburg, Ober- und Niederösterreich auch nach Bayern sowie Nord- und Südtirol, ein Bild (1883) soll sogar ein Motiv an der Elbe darstellen.
1869 war Höd wegen Banknotenfälschung in der Strafanstalt Suben inhaftiert; dort schuf er ein großes Ölgemälde, das den Ringkampf Tiroler Bauern zeigte. 1872 wurde er aus der Haft entlassen. Edmund Höd starb in Wien im März 1888.
Nach Edmund Höd ist in Zell am See im Stadtteil Schüttdorf eine Straße benannt, seine Ansicht des Marktes aus dem Jahr 1872 fand als Titelbild der Zeller Chronik Verwendung.

## Werkverzeichnis

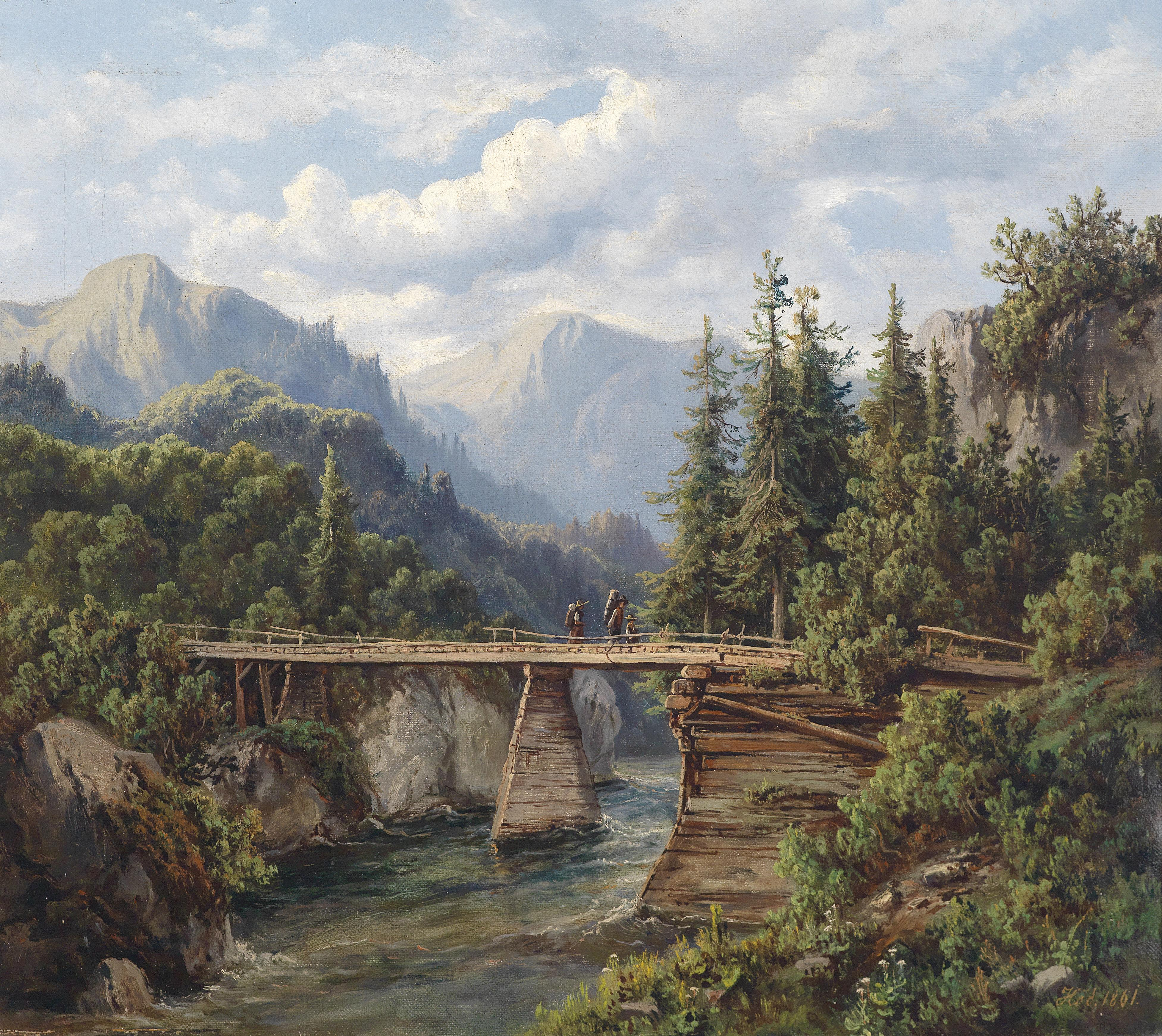
Edmund Höd Holzbrücke über einem Gebirgsbach 1861

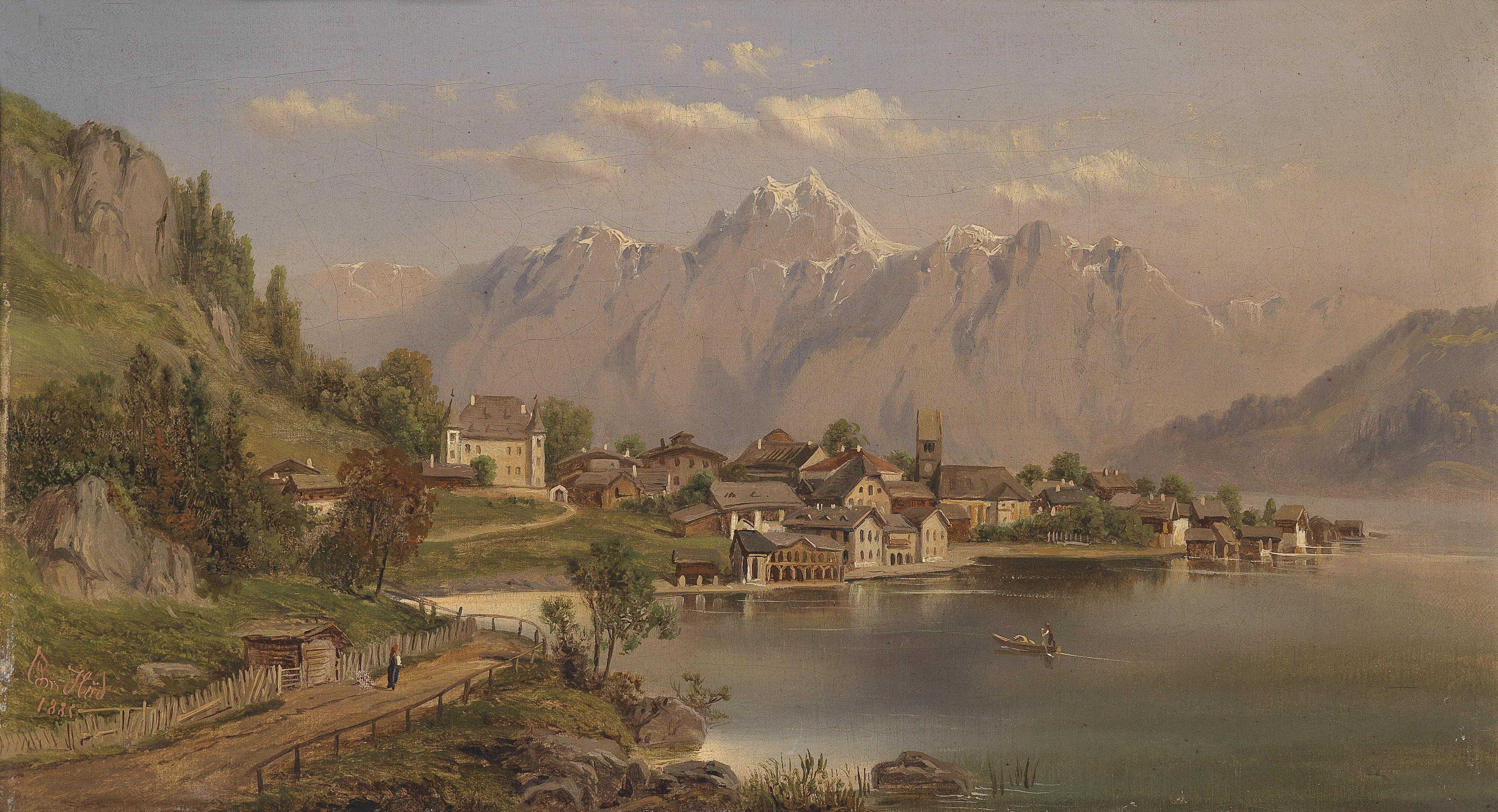
Edmund Höd Blick auf Zell am See 1885

Lfd.Nr.(aufsteigend nach Jahr der Signatur) / Bildsignatur / WERK / Bildgröße / Quelle / Auktionsland (Ö = Österreich) / Jahr der Auktion
- 1 1855 Felsiger Waldboden (Öl auf Karton) 33 x 44 artnet[14]
- 2 1856 Gebirgsbach (Öl auf Karton) 37 x 48 artnet[15]
- 3 1857 Felsblöcke im Hochgebirge 33 x 44 artnet[16]
- 4 1858 Fels o. J.: Waldstück mit Felsen 35,5 x 46,5 artnet[17][18]
- 5 o. J. Felsblöcke im Hochgebirge (Öl auf Karton) 33 x 44 artnet[19]
- 6 o. J. Felsbrocken in einer Waldlandschaft (Öl auf Platte) bzw. Felsbrocken in einer Waldlandschaft (Öl auf Platte) 35,5 x 47 artnet[20]
- 7 1859 Der Waldbach Strubb (Öl auf Karton) 31 x 41 artnet/artprice Ö 2006[21]
- 8 1860 Gebirgige Landschaft mit figürlicher Staffage 71 x 94 artnet[22]
- 9 um 1860 Alpenlandschaft mit Personen 44x69 eBay Aug. 2017
- 10 1861 Zeller See von Süden ca. 75 x 50 Privatbesitz
- 11 1861 Holzbrücke über einem Gebirgsbach mit figuraler Staffage 48 x 53,5 Wikimedia (Verweis auf Dorotheum) / artnet/artprice Ö 2012[23][24]
- 12 1862 Bauerngehöft (Öl auf Leinwand) 61,5 x 90 artnet[25]
- 13 186x Der Tonnerkogel-Partie in der Pinzgau 69 x 95 artnet[26] Anmerkung: Das Bild zeigt mit sehr hoher Wahrscheinlichkeit den Donnerkogel bei Annaberg (Tennengau)
- 14 um 1868 Gebirgsbach 66 x 100 Scheublein D 2017[27]
- 15 1869 Bei der Mühle 47,3 x 60,8 artnet[28]
- 16 1872 Zell am See 140 x 110 Privatbesitz Anmerkung: Titelbild der Zeller Chronik (Zeitreise)[29]
- 17 1872 Blick auf eine Dorflandschaft 31,5 x 50 artnet/artprice Ö 2009[30]
- 18 1873 Motiv aus dem Salzkammergut 86 x 126 Artnet/artprice Ö 1997[31]
- 19 1873 Gebirgstal (Motiv aus dem Hinter-Passaiertal in Tirol?) > Vgl. Gebirgstal (artprice) 70 x 96 Artnet/artprice Deutschland 1996[32]
- 20 1874 Blick auf den Dachstein 140 Artnet/artprice Ö 2000[33]
- 21 1875 Old mill in the mountains [STARY MŁYN W GÓRACH / Alte Mühle in den Bergen] 53 x 42.7 artnet/artprice www.agraart.pl Polen 2011[34][35]
- 22 o. J. (Blick auf) Zell am See ca. 60 x 40 Privatbesitz; Anmerkung: zwischen 1875 und 1879; vermutlich unmittelbar nach Eisenbahnbau > 1875 oder 1876
- 23 um 1876 Zell am See Privatbesitz; Anmerkung: jedenfalls nach 1875 (Eisenbahn) und vor 1878 (erste Bauphase Hotel Elisabeth)
- 24 1876 St. Marienkirchen im Innviertel bzw. Partie am Land, rückseitig "Maria… oberösterreich".; (Öl auf Leinwand) 23,5 x 47,5 Artnet/artprice Dorotheum Ö 1995[36]
- 25 1876 Blick auf Grein an der Donau (Öl auf Leinwand) 24 x 47,5 Artnet/artprice Ö 1995[37]
- 26 1877 Blick auf Zell am See 31.5 x 50 Artnet/artprice Ö 2002[38]
- 27 1877 Aus dem Hinter-Passaierthal, Tirol 66 x 95 artnet[39]
- 28 1877 [Reichenbachtal mit Wetterhorn] vgl. Bild Passaierthal 1877 87.8 x 132.8 artnet/artprice NL 2014[40] Anmerkung: im Link fehlerhafte Bezeichnung bei artnet: Das Reichenbachtal ist in der Schweiz (Meiringen Grindelwald) > vgl. Bildtitel bei Auktion: Aus dem Hinter-Passaierthal
- 29 1877 Gebirgstal mit einem Bach (vgl. Passaierthal) 26,7 x 40 Artnet/artprice[41]
- 30 1878 St. Martin im Passierthal – Tirol 21 x 47 Artnet/artprice D 2001[42]
- 31 1878 Landeck in Tirol 66 x 44 eBay (F. Krammer; Hollabrunn; September 2017)
- 32 1878 (1870) Zell am See ca. 100 x 80 > im Besitz der Stadtgemeinde Zell am See; Anmerkung: deutliche Signatur 1870 aber aufgrund des bereits fertiggestellten Bahnhofes (1875) nicht möglich, daher offensichtliche Rückdatierung.
- 33 1878 Figure in a mountain landscape with a stream 68.5 x 54.5 artnet[43]
- 34 1878 Blick auf Traunkirchen am Traunsee 58 x 79 artnet/artprice Ö 2005[44]
- 35 1878 Eisenwerk im Heuberg bei Scheibbs 21 x 47,5 Artnet/artprice Ö 2003[45]
- 36 1878 Berchtesgaden Öl auf Leinwand; ca. 15 x 20; Privatbesitz
- 37 1878 undeutlich: Gegend bei Salzburg; Öl auf Leinwand; ca. 70 x 40; Privatbesitz
- 38 1880 Zell am See 21 x 48 Artnet/artprice Ö 1996[46]
- 39 1880 Alpenpartie, signiert, datiert Edm. Höd 1880, Öl auf Leinwand, 21 x 46,5 Dorotheum[47]
- 40 1880 Figure on forest path 43.2 x 34.3 Artnet/artprice USA 2003[48]
- 41 1880 Frühlingslandschaft 36 x 58 H. Fuchs, 1979; Abb. S. 190; Dorotheum; Privatbesitz Ö 1941[49]
- 42 1881 Zell am See; Öl auf Leinwand; 48 x 24 artprice Ö 1994 bzw. Kunstkopie[50] Anmerkung: Datierung 1881 aufgrund fehlender Darstellung des Hotels Elisabeth (Bauphasen ab 1878) nicht möglich.
- 43 1881 Motiv från Zell am See (+ Motiv från Purgstall, 1882; 2 works) 21 x 47 artnet/artprice Privatbesitz Schweden 2009[51]
- 44 1881 Motiv aus dem Salzkammergut (Gosaubach) 50 x 74 artnet[52]
- 45 1881 Blick auf Heiligenblut, signiert, datiert Edm. Höd 1881, Öl auf Leinwand, 21 x 31,5 Dorotheum / artnet/artprice Ö 2012[53]
- 46 1881 Partie am Fluss (Öl auf Platte) 16 x 31,5 Artnet/artprice Ö 2003[54]
- 47 o. J. (nach 1881) Blick auf Zell am See (Anm.: Hotel Elisabeth mit Südtrakt > Baujahr 1881) 26.5 x 47.5 artnet (artprice?) Ö 2004[55]
- 48 1882 Zell am See 23,5 x 47,4 Galerie Kovacek; Wien Ö 2017[56]
- 49 1882 Motiv von Purgstall (Niederösterreich). Privatbesitz[57]
- 50 1882 Bartholomä am Königssee, signiert Edm. Höd, datiert 1882, Öl auf Leinwand, 73,5 x 100 Dorotheum / artnet[58]
- 51 1882 Häuser am Bachufer 47,5 x 68,5 Dorotheum / artnet / artprice Ö 2013[59]
- 52 1882 Partie in der Steiermark (? > artprice) 67 x 100 artnet/artprice Ö 2009[60]
- 53 1883 Berchtesgaden mit dem Watzmann 32x50,5 Dorotheum Privatbesitz Ö 2017[61]
- 54 1883 Traunkirchen mit dem Traunstein 32x50,5 Dorotheum Privatbesitz Ö 2017[62]
- 55 1883 Partie an der Elbe (Öl auf Platte) 16 x 31,5 Artnet/artprice Ö 2003[63]
- 56 1884 Almhütte mit Personenstaffage 32 x 51 artnet/artprice Ö 2012[64]
- 57 1884 Gebirgslandschaft mit Fluss und Figurenstaffage 31 x 50 Artnet/artprice Ö 2009 Anmerkung: Vgl. Bilder aus Passaierthal (1873, 1877, 1878)[65]
- 58 1884 Blick auf Berchtesgaden (Öl auf Platte) 16 x 31,5 artnet / Fuchs (Dorotheum 1912) Ö 1999[66]
- 59 1885 Blick auf Zell am See (Anmerkung: Das Original wurde 2012 im Dorotheum versteigert, hier angegeben mit Edmund Höd 1889, aber Hotel Elisabeth Bauphase mit Nord- und Mitteltrakt (Glasveranda, Badeanstalt) im Jahr 1879 > Signatur 1885 daher zweifelhaft, 1889 nicht möglich (Todesjahr des Künstlers 1888). Vermutlich hat Höd dieses Bild somit 1879 gemalt und erst 1885 (beim Verkauf?) signiert); 26,5 x 47 Wikimedia > Verweis auf Dorotheum / artnet artprice / Kunstdruck / Privatbesitz Ö 2012[67][68]
- 60 1886 Partie an der Enns 15,5 x 31 Artnet/artprice Ö 2002[69]
- 61 1886 Grein an der Donau (Öl auf Platte) 16,5 x 32 Artnet/artprice Ö 2004[70]
- 62 1887 Wasserfall (im Gebirge > artprice) 50 x 39,5 Artnet/artprice Deutschland 2001[71]
- 63 1888 Motiv vom Chiemsee 16 x 31.5 Artnet/artprice Ö 1998[72]
- 64 1888 Rastender Wanderer (Öl auf Karton) 39 x 30 artnet/artvalue Privatbesitz Ö 2008[73][74]
- 65 o. J. Gebirgssee mit Schloss am Ufer 48 x 59,5 artnet[75]
- 66 undeutlich datiert An der See bei Lunz (laut rückseitig altem Klebeetikett); signiert Edm. Höd; Öl auf Leinwand, 33 x 48,5 Dorotheum / artnet / artprice Ö 2012[76]
- 67 o. J. Blick auf Landeck, Pustertal; laut rückseitiger Betitelung, signiert Edm. Höd, Öl auf Leinwand, 74 × 100 cm, gerahmt; Ö 2018 (Auktion im Dorotheum am 27. Februar 2018; erzielter Preis: 2750 €)[77]

Werke ohne aktuell bekannte Abbildung
- 1863 Waldlichtung mit Hütte und Köhlern bei der Arbeit 37,5 x 50,5 artnet
- 1883 Gezicht te Oostenrijk [Blick nach Österreich] / Gezichten (1881-1883 >2x) 20,5 x 48,5 artnet/artprice Belgien 2001
- 1884 Ansicht von Scheibbs (Öl auf Platte) 16 x 32 Fuchs (Dorotheum) Ö 1912
- 1884 Donaudorf am Inn (Öl auf Platte) 16 x 32 Fuchs (Dorotheum) Ö 1912
- 1884 Ansicht von Weißenbach am Attersee(Öl auf Platte) 16 x 32 Fuchs (Dorotheum) Ö 1912
- 1885 Blick auf einen See in einer Voralpenlandschaft 16 x 31 artnet/artprice Deutschland 1999
- O.J Landschaft mit einer Burg bei Sonnenuntergang (Öl auf Karton) 33 x 42 artnet/artprice Ö 2001
- o. J. Zell am See (Öl) 23,5 x 47,5 artnet